# Ibraim ibne Almadi
Ibraim ibne Almadi (em árabe: إبراهيم بن المهدي; romaniz.: Ibrahim ibn al-Mahdi) (779 – 839), dito Almubaraque (em árabe: المبارك; romaniz.: al-Mubarak), foi um príncipe, poeta, compositor e cantor abássida dos séculos VIII-IX. Era filho do terceiro califa Almadi e assim meio-irmão da poeta e música Ulaia binte Almadi. Ele não era irmão completo dos demais filhos de Almadi, Alhadi e Harune Arraxide, uma vez que sua mãe não era al-Khayzuran, e sim uma princesa afro-iraniana chamado Xicla (Shikla) ou Xacla (Shakla). O historiador ibne Calicane relata que Ibraim foi consequentemente "de complexão negra".
Durante a Quarta Fitna (a guerra civil entre Alamim e Almamune após a morte de Harune Arraxide), Ibraim foi proclamado califa em 20 de julho de 817 pelo povo de Bagdá, que deu-lhe o nome real de "Almubaraque" e declarou seu sobrinho reinante, Almamune, deposto. O novo califa recebeu o apoio dos hachemitas. Ele foi obrigado a renunciar em 819 e passou o resto da vida como poeta e músico, sendo lembrado como "um dos mais talentosos músicos de seu tempo, com uma extensão vocal extraordinária", e um promotor do então inovador "estilo persa" de música, "que foi caracterizado inter alia por improvisação redundante".